# Ambrosiu Chețianu
Ambrosiu Chețianu (n. 1868, Ercea - d. 1934, Blaj) a fost un delegat în Marea Adunare Națională de la Alba Iulia, organismul legislativ reprezentativ al „tuturor românilor din Transilvania, Banat și Țara Ungurească”, cel care a adoptat hotărârea privind Unirea Transilvaniei cu România, la 1 decembrie 1918.

## Biografie
Ambrosiu Chețianu, datorită înclinațiilor sale spre științele naturale, după întoarcerea sa de la Facultatea din Budapesta, a fost trimis la Universitatea din Cluj, pentru studierea acestora. Profesorii săi l-au numit asistent. "E cel dintâi și cel din urmă român, numit asistent la Universitatea din Cluj, sub regimul unguresc" - spune despre el Ioan Pop Câmpeanu, autorul unei biografii asupra vieții acestuia. 
În 1891, și-a susținut teza de doctorat pe o temă botanică. A părăsit totuși Clujul, ocupând catedra de științe naturale și geografie de la Liceul din Blaj, conducând și grădina botanică din oraș. Colecțiile sale botanice au fost expuse și la expoziția de la București din 1906.

## Educație
A urmat școala primară în satul natal Ercea, județul Mureș. Studiile secundare le-a urmat Ia Târgu Mureș și Blaj. Studiile superioare le-a urmat la Facultatea Teologică din Budapesta.